# Romulea hirta
Romulea hirta är en irisväxtart som beskrevs av Rudolf Schlechter. Romulea hirta ingår i släktet Romulea och familjen irisväxter. Inga underarter finns listade i Catalogue of Life.